# Clint Robinson
Clint David Robinson, OAM (* 27. Juli 1972 in Brisbane) ist ein ehemaliger australischer Kanute und Olympiasieger.

## Karriere
Clint Robinson nahm an fünf Olympischen Spielen teil. Seine erste Teilnahme erfolgte anlässlich der Olympischen Spiele 1992 in Barcelona, bei denen er auf der 1000-Meter-Strecke im Einer-Kajak antrat. Nach einem ersten Platz im Vorlauf und einem zweiten Platz im Halbfinale zog er in den Endlauf ein. Diesen beendete er nach 3:37,26 auf dem ersten Platz und wurde damit knapp vor dem Norwegen Knut Holmann und Gregory Barton aus den Vereinigten Staaten Olympiasieger. Sein Vorsprung auf Holmann betrug lediglich 24 Hundertstelsekunden, auf Barton betrug er 67 Hundertstelsekunden. 1996 qualifizierte sich Robinson in Atlanta ein weiteres Mal für das Finale der 1000-Meter-Konkurrenz im Einer-Kajak. Dort überquerte er nach 3:29,713 Minuten als Dritter die Ziellinie und sicherte sich die Bronzemedaille. Nur Knut Holmann und der Italiener Beniamino Bonomi waren schneller gewesen. Vier Jahre darauf kam Robinson in Sydney auf der 1000-Meter-Distanz des Einer-Kajaks im Halbfinale nicht über den fünften Platz hinaus und verpasste so sein drittes olympisches Finale in Folge.
Bei den Olympischen Spielen 2004 in Athen trat er erstmals im Zweier-Kajak an. Sein Partner auf der 500-Meter-Strecke war Nathan Baggaley, der auch auf der 1000-Meter-Strecke im Einer-Kajak an den Start ging, also in Robinsons bisheriger Stammdisziplin. Ihnen misslang in den Vorläufen zwar die direkte Finalqualifikation, nach einem zweiten Platz im Halbfinale zogen sie schließlich aber noch in den Endlauf ein. Mit knapp 0,9 Sekunden Rückstand auf die siegreichen Deutschen Ronald Rauhe und Tim Wieskötter belegten die beiden in einer Gesamtzeit von 1:27,920 Minuten den zweiten Platz. Dabei setzten sie sich knapp gegen die drittplatzierten Weißrussen Wadsim Machneu und Raman Petruschenka durch, die im Ziel einen Rückstand von nur 76 Hundertstelsekunden auf die Australier hatten. Seine fünfte und letzte Olympiateilnahme erfolgte bei den Olympischen Spielen 2008 in Peking, bei denen er erstmals in zwei Wettkämpfen antrat. Im Zweier-Kajak schied er mit Jacob Clear auf der 500-Meter-Strecke ebenso im Halbfinale aus wie auch mit dem Vierer-Kajak über 1000 Meter.
Robinson war auch bei Weltmeisterschaften erfolgreich. 1991 sicherte er sich in Paris mit dem Vierer-Kajak über 10.000 Meter mit Silber den ersten Medaillengewinn. Drei Jahre darauf gewann er mit dem Zweier-Kajak über 500 Meter die Bronzemedaille und wurde im Einer-Kajak über 1000 Meter Weltmeister. 1995 gelang ihm in Duisburg auf der 1000-Meter-Strecke im Einer-Kajak als Zweiter erneut eine Podiumsplatzierung.
Für seinen Olympiasieg 1992 erhielt er ein Jahr darauf die Medal of the Order of Australia.